# Annabel Lee

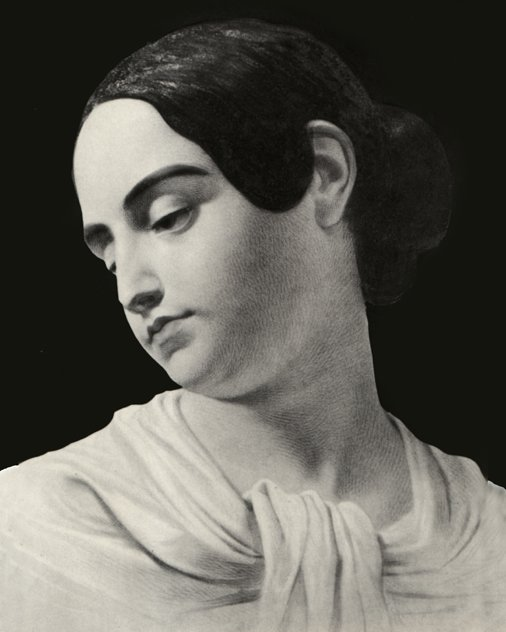
Virginia Poe

Annabel Lee is een lyrische ballade van de Amerikaanse schrijver Edgar Allan Poe. Het was zijn laatste gedicht. Het verscheen kort na zijn dood in 1849 in de New Yorkse 'Daily Tribune'.
Het gedicht telt zes coupletten, waaronder drie van zes regels, een van zeven en twee van acht.
Typisch voor de versvorm van de ballade is de herhaling van bepaalde woorden en zinnen. De naam van Annabel Lee wordt in alle coupletten genoemd. Ook de zee speelt een steeds terugkerende rol door de herhaling van het 'kingdom by the sea', verwijzend naar de verder onbekende plaats waar het verhaal zich afspeelt. Poe behandelt het thema van de dood in combinatie met schoonheid in verschillende van zijn gedichten, zoals in The Raven.
Poe's vrouw, de in 1847 overleden Virginia, wordt vaak genoemd als inspiratiebron voor het gedicht.
De verteller beschrijft zijn grote en onsterfelijke liefde voor de mooie Annabel Lee, die lang geleden ontstond in een 'koninkrijk aan zee'. Zo groot was hun liefde dat (ook dat is een terugkerend element in het gedicht) zelfs de engelen in de hemel er jaloers op waren. Hij voert deze jaloezie ook aan als de reden voor haar dood. Gesuggereerd wordt dat Annabel Lee en hij uit verschillende sociale klassen stamden. Na haar dood wordt zij door haar 'hooggeboren familieleden' van hem weggenomen en begraven in een graf aan zee. Niettemin is hij ervan overtuigd dat hun zielen voor eeuwig met elkaar verbonden zijn. Elke nacht droomt hij van haar en slaapt zelfs aan de zijde van haar graf, "in her tomb by the sounding sea."
Over deze laatste regel van het gedicht bestaat enige controverse. De Edgar Allan Poe Society noemt  een aantal verschillende versies van het gedicht, gepubliceerd in 1849 en 1850, waarbij het opvallendste verschil optreedt bij deze slotregel:
- in het oorspronkelijke manuscript staat: "In her tomb by the side of the sea"
- een alternatieve versie vermeldt: "In her tomb by the sounding sea"

De hieronder vermelde geluidsopname maakt gebruik van de eerstgenoemde versie.